# Sergio Livingstone
Sergio Roberto Livingstone Pohlhammer (26 de março de 1920 - 11 de setembro de 2012) foi um futebolista e comentarista esportivo chileno. Ele competiu na Copa do Mundo FIFA de 1950, sediada no Brasil. É o atual recordista em partidas jogadas pela Copa América. O goleiro chileno jogou 34 partidas ao longo de seis edições da competição (1941, 1942, 1945, 1947, 1949 e 1953).
Com Universidad Católica ganhou o campeonato de Chile dos anos 1949 e 1954. Em março de 1954 recebiu na sede da Confederação Brasileira de Desportos o Prêmio Belfort Duarte pela sua magnifica conduta em treze anos de atuações na seleção chilena.